# Adewale Wahab
Adewale Dauda Wahab (ur. 4 października 1984 w Port Harcourt) – piłkarz nigeryjski grający na pozycji środkowego pomocnika.

## Kariera klubowa
Wahab urodził się w Port Harcourt, ale już w wieku 17 lat wyemigrował do Włoch. Jego pierwszym klubem na Półwyspie Apenińskim była AC Reggiana 1919. W sezonie 2002/2003 zaliczył w jej barwach jedno spotkanie w Serie C1, a latem trafił do pierwszoligowej Romy. 16 maja 2004 zadebiutował w Serie A, w ostatniej kolejce ligowej. Wystąpił przez 89 minut meczu z Sampdorią (0:0). W sezonie 2004/2005 został wypożyczony do Ternany Calcio, gdzie zaliczył 10 spotkań i zdobył jednego gola. W sezonie 2005/2006 grał w Teramo Calcio, a w 2006/2007 był podstawowym zawodnikiem FC Catanzaro, występującym w Serie C2. Latem 2007 został wypożyczony z Romy do drugoligowego szwajcarskiego zespołu AC Bellinzona.

## Kariera reprezentacyjna
W reprezentacji Nigerii Wahab zadebiutował 20 czerwca 2004 roku w przegranym 0:1 wyjazdowym meczu z Angolą, rozegranym w ramach kwalifikacji do Mistrzostw Świata w Niemczech.